# Erstsemester
Erstsemester (auch Erstsemestrige, Erstsemestler (Niederhessen), Erstis oder gelegentlich Ersties, Ersi/Ersis (Hannover), Quietschies (vereinzelt in Süddeutschland)) sind Studenten, die in ihrem Studiengang im ersten (Fach-)Semester eingeschrieben sind.
Da Erstsemester normalerweise unmittelbar nach dem Abitur bzw. der Matura in eine fremde Stadt an die Universität, Pädagogische Hochschule oder Fachhochschule kommen, sind sie in vielen Dingen noch unerfahren. An vielen Hochschulen werden daher spezielle Einführungsprogramme für Erstsemester angeboten. Bei diesen Einführungsprogrammen (mancherorten auch „O-Phase“ bzw. „Orientierungsphase“, „O-Woche“ bzw. „Orientierungswoche“ oder „Orientierungseinheiten“ oder „Start-Up-Tage“ genannt) kann es sich um Spieleabende, Partys, Stadtrallyes, spezielle Vorlesungen oder auch Tutorenprogramme handeln. Diese Veranstaltungen sollen den Erstsemestern den Einstieg in das Studium erleichtern und ihnen die Möglichkeit bieten, sich schneller in der neuen Umgebung einzuleben. Sie werden zumeist von den entsprechenden Fachschaften oder Fakultäten, aber auch von werbenden Studentenverbindungen, organisiert, die häufig auch die Beratung von Schülern und Studieninteressierten vornehmen und ihnen Informationsmaterial bieten.
Im Wintersemester 2010/2011 waren 440.000 Studenten neu an den Hochschulen eingeschrieben, 2013/2014 wurde der bisherige Höchststand von 506.600 Erstsemestern erreicht, im Wintersemester 2014/2015 waren es mit 498.900 wieder geringfügig weniger Neustudenten.